# Lora (vino)
La lora o "bebida de los esclavos" (serva potio) fue durante la antigüedad un vino barato, de mala calidad. Si se añade agua al hollejo que queda después de haber prensado las uvas destinadas a la producción de vino, es posible producir una bebida floja, parecida al vino.

## Historia
La lora, bebida por esclavos y trabajadores de la Antigua Grecia y la Antigua Roma, era obtenida con los restos de los hollejos de uva prensados ya dos veces, que se dejaban macerar en agua durante un día. Entonces, de la mezcla resultante, se procedía a un nuevo prensado para obtener, con un añadido posterior de agua, un líquido parecido a un vino flojo.
Posteriormente se siguió utilizando de forma parecida en la Edad Media y ha llegado hasta fechas tan tardías como a mediados del siglo XX, sobre todo en Francia, donde derivaría con el nombre de piquette (piqueta) para consumo de agricultores pobres, peones o trabajadores.